# Arrhenechthites
Arrhenechthites es un género de plantas fanerógamas perteneciente a la familia de las asteráceas. Comprende 10 especies descritas, y de estas, solo 7 aceptadas.

## Taxonomía
El género fue descrito por Johannes Mattfeld y publicado en Botanische Jahrbücher für Systematik, Pflanzengeschichte und Pflanzengeographie 69: 288. 1938. La especie tipo es: Arrhenechthites tomentella Mattf.

## Especies aceptadas
A continuación se brinda un listado de las especies del género Arrhenechthites aceptadas hasta julio de 2012, ordenadas alfabéticamente. Para cada una se indica el nombre binomial seguido del autor, abreviado según las convenciones y usos.
- Arrhenechthites alba J.Kost.
- Arrhenechthites haplogyna (F.Muell.) Mattf.
- Arrhenechthites hydrangeoides C.Jeffrey
- Arrhenechthites mastigothrix Mattf.
- Arrhenechthites mixta (A.Rich.) Belcher
- Arrhenechthites novoguineensis (S.Moore) Mattf.
- Arrhenechthites tomentella Mattf.